# Dhobi Ghat
Dhobi Ghat (Mahalaxmi Dhobi Ghat) es una popular lavandería al aire libre de Bombay, India. Las lavadoras, conocidas localmente como Dhobis, funcionan al aire libre para lavar la ropa de los hoteles y los hospitales de la ciudad.

## Visión de conjunto
El sistema de funcionamiento es a base de hileras de pilas de piedras, cada unas de las cuales está equipada con su propia piedra de flagelación. Considerada la mayor lavandería al aire libre del mundo, Dhobi Ghat es una atracción muy popular entre los turistas extranjeros.
La palabra Dhobi Ghat se utiliza en toda la India para referirse a cualquier lugar donde se agrupan muchas lavadoras. Se encuentra junto a la estación de tren de Mahalaxmi, en la rotonda del ferrocarril del oeste de Saat Rasta . Puede ser fácilmente vista desde el puente del paso elevado de la estación de Mahalaxmi.